# Bajt Sabir
Bajt Sabir (arab. بيت سابر) – miejscowość w Syrii, w muhafazie Damaszek. W 2004 roku liczyła 3021 mieszkańców.